# Centraal Instituut voor Hogere Tibetaanse Studies
Het Centraal Instituut voor Hogere Tibetaanse Studies (CIHTS) is een Tibetaanse universiteit die werd opgericht in 1967 in Dharamsala, India. Het instituut werd opgericht door de premier van India, Jawaharlal Nehru, in overleg met de veertiende dalai lama Tenzin Gyatso, met als doel Tibetaanse jongeren in ballingschap te onderwijzen in Dharamsala en de aangrenzende Himalaya-regio.
Oorspronkelijk was het instituut een dependance van de Sampurnanand Sanskriet-universiteit in Benares. In de jaren '70 verkreeg het instituut na een kwaliteitsbeoordeling de autonome status onder het Indiase Departement van Cultuur van het Ministerie van Onderwijs, waardoor het voor 100% wordt gefinancierd door de Indiase regering.
Op 5 april 1988 kreeg de universiteit de status van Deemed University De belangrijkste studierichtingen zijn Tibetologie, Boeddhologie en Himalaya-studies.

## Bekende studenten
- Lobsang Nyima Päl Sangpo, 100e ganden tripa